# Peter Joseph Hundt
Peter Joseph Hundt (Hanover, 26 agosto 1956) è un arcivescovo cattolico canadese, dal 12 dicembre 2018 arcivescovo metropolita di Saint John's.

## Biografia

### Formazione e ministero sacerdotale
Dopo aver compiuto gli studi dapprima presso l’università di Waterloo, dove ha ottenuto il baccalaureato nel 1978 e successivamente al seminario St Peter’s di London, dove ha conseguito il master in teologia nel 1981, è stato ordinato sacerdote l'8 maggio 1982.
Successivamente nel 1987 ha conseguito la licenza in diritto canonico a Roma, presso la Pontificia università "San Tommaso d'Aquino".
Tornato in patria, è stato nominato nel 1987 dapprima vice-cancelliere e in seguito cancelliere dal 1990 al 1994 nella diocesi di Hamilton.

### Ministero episcopale
L'11 febbraio 2006 papa Benedetto XVI lo ha nominato vescovo ausiliare di Toronto, assegnandogli la sede titolare Tarasa di Bizacena.
Ha ricevuto l'ordinazione episcopale il 25 aprile successivo nella cattedrale di Hamilton dalle mani del cardinale Aloysius Matthew Ambrozic, arcivescovo metropolita di Toronto, co-consacranti il vescovo di Hamilton Anthony Frederick Tonnos e il vescovo ausiliare di Hamilton Matthew Francis Ustrzycki.
Il 1º marzo 2011 è stato nominato vescovo di Corner Brook-Labrador.
Il 4 settembre 2006 e il 16 marzo 2017 ha compiuto la visita ad limina.
Il 12 dicembre 2018 papa Francesco lo ha promosso arcivescovo metropolita di Saint John's. È succeduto al predecessore Martin William Currie, dimessosi per raggiunti limiti d'età. Ha preso possesso dell'arcidiocesi il 29 gennaio 2019 e ha ricevuto il pallio dal Santo Padre durante la celebrazione del 29 giugno in Piazza San Pietro a Roma.
All'interno dell'arcidiocesi si è dovuto occupare della gestione della vendita di alcuni beni, tra i quali alcune parrocchie, il cui ricavato serve per risarcire le persone vittime di molestie sessuali da parte di religiosi. In particolare ha fatto in modo che tali immobili siano destinati ad acquirenti che intendono far sì che gli edifici continuino ad essere utilizzati come chiese cattoliche.
All'interno della Conferenza Episcopale Canadese è il rappresentante per la regione atlantica e membro del Canadian Catholic Aboriginal Council. Inoltre, è vice presidente dell’Atlantic Episcopal .

## Stemma e motto

Stemma episcopale

Palato d'argento e di verde di dodici pezzi, alla croce latina d'oro; al capo di verde, a due chiavi d'oro poste in decusse, con il congegno rivolto verso il basso, da cui pende un corno d'argento, fasciato d'oro.
Ornamenti esteriori da arcivescovo metropolita..
Motto: "Deus Caritas Est", che in latino significa: “Dio è amore”.

## Genealogia episcopale e successione apostolica
La genealogia episcopale è:
- Cardinale Scipione Rebiba
- Cardinale Giulio Antonio Santori
- Cardinale Girolamo Bernerio, O.P.
- Arcivescovo Galeazzo Sanvitale
- Cardinale Ludovico Ludovisi
- Cardinale Luigi Caetani
- Cardinale Ulderico Carpegna
- Cardinale Paluzzo Paluzzi Altieri degli Albertoni
- Papa Benedetto XIII
- Papa Benedetto XIV
- Papa Clemente XIII
- Cardinale Marcantonio Colonna
- Cardinale Giacinto Sigismondo Gerdil, B.
- Cardinale Giulio Maria della Somaglia
- Cardinale Carlo Odescalchi, S.I.
- Cardinale Costantino Patrizi Naro
- Cardinale Serafino Vannutelli
- Cardinale Domenico Serafini, Cong. Subl. O.S.B.
- Cardinale Pietro Fumasoni Biondi
- Cardinale Ildebrando Antoniutti
- Arcivescovo Philip Francis Pocock
- Cardinale Aloysius Matthew Ambrozic
- Arcivescovo Peter Joseph Hundt

La successione apostolica è:
- Vescovo Bartholomeus van Roijen (2019)